# Lijst van fregatklassen
Deze lijst van fregatklassen bevat alle fregatklassen, gesorteerd per land waar ze in dienst waren of zijn.

## Argentinië (Armada de la República Argentina)
- Azopardo-klasse - 2 schepen
- Almirante Brown-klasse - 4 schepen
- Espora-klasse - 6 schepen

## Australië (Royal Australian Navy)
- Adelaide-klasse - 6 schepen (2 gaan uit dienst)
- Anzac-klasse - 8 schepen

## Bangladesh
- Khalid Bin Walid-klasse - 1 schip (Ulsan-klasse)
- Osman-klasse - 1 schip (ex-Chinese Jianghu I-klasse)
- Abu Bakr-klasse - 2 schepen (ex-Britse Leopard-klasse)
- Umar Faruq-klasse - 1 schip  (ex-Britse Salisbury-klasse)

## België
- Wielingenklasse - 4 schepen (uit dienst)
- M-Klasse - 2 schepen (ex- Nederlandse Marine)

## Brazilië
- Greenhalgh-klasse - 4 schepen (ex-GB Broadsword-klasse (Batch 1))
- Niterói-klasse - 6 schepen
- Para-klasse - 4 schepen
- Barroso-klasse - 1 schip (in aanbouw)
- Inhauma-klasse - 4 schepen

## Bulgarije
- Smeli-klasse - 1 schip (ex-Russische Delfin)
- Wielingenklasse - 1 schip (ex-Belgische BNS Wandelaar)

## Canada (Canadian Forces Maritime Command)
- Halifax-klasse - 12 schepen

## Chili (Armada de Chile)
- Type-22 Boxer-klasse (Batch 2) - 1 schip, 2003
- Jacob van Heemskerckklasse - 2 schepen, 2006
- Karel Doormanklasse - 2 schepen, 2006-2007
- Type 23 Duke-klasse - 3 schepen,  2006-2008

## China (Zhōngguó Rénmín Jiěfàngjūn Hǎijūn)
- Zuhai-klasse - 1 schip
- Jinan-klasse - 15 schepen
- Type 053H/H1 Xiamen (Jianghu I/II) klasse - 21 schepen
- Type 053H2 Huangshi (Jianghu III) klasse - 3 schepen
- Type 053HT-H Siping (Jianghu IV) klasse - 1 schip
- Type 053H1G Zigong (Jianghu V) klasse - 6 schepen
- Type 053H2G Anqing (Jiangwei) klasse - 4 schepen
- Type 053H3 Jiangwei II klasse - 8 schepen
- Type 054 Ma'anshan klasse - 2 schepen

## Colombia
- Almirante Padilla-klasse - 4 schepen

## Denemarken
- Thetis-klasse - 4 schepen
- Peder Skramklasse - 2 schepen
- Niels Juelklasse - 3 schepen

## Duitsland (Deutsche Marine)
- F120 Köln-klasse - 6 schepen
- F122 Bremen-klasse - 8 schepen
- F123 Brandenburg-klasse - 4 schepen
- F124 Sachsen-klasse - 3 schepen

## Ecuador
- Eloy Alfaro-klasse - 2 schepen (ex-Britse Leander-klasse)

## Egypte
- Mubarak-klasse - 4 schepen (ex-VS Oliver Hazard Perry-klasse)
- Damyat-klasse - 2 schepen (ex-VS Knox-klasse)
- El Suez-klasse - 2 schepen (Descubierta-klasse)
- Najim al Zafir-klasse - 2 schepen (ex-Chinese Jianghu-klasse)
- El Fateh-klasse - 1 schip (ex-Britse destroyer Zenith)
- Tariq-klasse - 1 schip (ex-Britse sloep Whimbrel)

## Frankrijk (Marine Nationale)
- Cassard-klasse - 2 schepen
- Georges Leyguesklasse - 7 schepen
- La Fayetteklasse - 5 schepen
- Floreal-klasse - 6 schepen
- Commandant Rivière-klasse - 9 schepen uit dienst
- Horizonklasse - 2 schepen
- Aquitaineklasse - 8 schepen

## Griekenland (Griekse Marine)
- Elli-klasse - 10 schepen (ex-Nederlandse Kortenaerklasse)
- Hydra-klasse - 4 schepen

## India (Bharatiya Nau Sena)
- Shivalik-klasse - 1 schip
- Talwar-klasse - 3 schepen
- Type 16A Brahmaputra-klasse - 3 schepen
- Type 16 Godavari-klasse - 3 schepen
- Nilgiri-klasse - 4 schepen in dienst + 2 uit dienst (aangepaste Leander-klasse)

## Indonesië
- Ahmad Yani-klasse - 6 schepen (ex-Nederlandse Van Speijkklasse)
- Martha Khristina Tiyahahu-klasse - 3 schepen (ex-VK Tribal-klasse)
- Sanadikun-klasse - 4 schepen (ex VS Claud Jones-klasse)
- Hajar Dewantara-klasse - 1 schip (trainingsschip)
- Fatahilah-klasse - 3 schepen

## Iran
- Alvand-klasse - 3 schepen

## Italië (Marina Militare)
- Centauro-klasse - 4 schepen
- Carlo Bergamini-klasse (1961) - 4 schepen
- Alpino-klasse - 2 schepen
- Lupo-klasse - 4 schepen
- Maestrale-klasse - 8 schepen
- Artigliere-klasse - 4 schepen, in principe gebouwd voor Irak
- Orizzonteklasse - 2 schepen
- Bergaminiklasse (2013) - 10 schepen

## Japan (Japanse Maritieme Zelfverdedigingsmacht)
- Akebono-klasse - 1 schip
- Ikazuchi-klasse - 2 schepen
- Isuzu-klasse - 4 schepen
- Chikugo-klasse - 11 schepen
- Ishikari-klasse - 1 schip
- Yubari-klasse - 2 schepen
- Abukuma-klasse - 6 schepen

## Maleisië (Royal Malaysian Navy)
- Rahmat-klasse - 1 schip (2004 uit dienst)
- Lekiu-klasse - 2 schepen
- Kasturi-klasse - 2 schepen
- Hang Tuah-klasse - 1 schip in gebruik als trainingsfregat

## Mexico
- Allende-klasse - 4 schepen (ex-USS Knox-klasse)
- Bravo-klasse - 2 schepen (ex-USS Bronstein-klasse)

## Marokko
- Lt. Col. Errhamani-klasse - 2 schepen (Descubierta-klasse)
- Mohammed V-klasse - 3 schepen (Floreal-klasse)

## Nederland (Koninklijke Marine)
- Roofdierklasse - 6 schepen, 1954 (voormalige US Navy PCE's)
- Van Amstelklasse - 6 schepen, 1954 (voormalige United States Navy Bostwickklasse)
- Van Speijkklasse - 6 schepen, 1967-1968 (aangepaste Leanderklasse)
- Trompklasse - 2 schepen, 1975-1976
- Kortenaerklasse - 10 schepen, 1978-1983
- Jacob van Heemskerckklasse - 2 schepen, 1986
- Karel Doormanklasse - 8 schepen, 1991-1995
- De Zeven Provinciënklasse - 4 schepen, 2001-2005

## Nieuw-Zeeland (Royal New Zealand Navy)
- Te Kaha (Anzac)-klasse - 2 schepen

## Noorwegen (Royal Norwegian Navy)
- Fridtjof Nansen-klasse, aangepaste versie van Álvaro de Bazán-klasse - 5 schepen gepland (2005-2010)
- Oslo-klasse - 3 schepen

## Noord-Korea
- Soho-klasse - 1 schip
- Najin-klasse - 2 schepen

## Pakistan
- Tariq-klasse - 6 schepen (ex-VK Amazon-klasse)
- Zulfiquar-klasse - 2 schepen ( ex-VK Leander-klasse)

## Peru (Peruviaanse marine)
- Modified Lupo-klasse - 4 schepen
- Lupo-klasse - 4 schepen

## Filipijnen
- Rajah Humabon-klasse - 1 schip

## Polen (Marynarka Wojenna)
- General K. Pulaski-klasse - 2 schepen (ex-VS Oliver Hazard Perry-klasse)

## Portugal (Marinha Portuguesa)
- Joao Belo-klasse - 3 schepen
- Vasco da Gama-klasse - 3 schepen

## Roemenië
- Type 22-klasse - 2 schepen
- Maraseti-klasse - 1 schip
- Contre-Amiral Eustatiu Sebastian-klasse - 2 schepen
- Amiral Petre Barbuneanu-klasse - 4 schepen

## Rusland/USSR (Voyenno- Morskoy Flot)
- Neustrashimy-klasse - 1 schip
- Legkiy-klasse - 2 schepen
- Bessmennyy-klasse - 10 schepen
- Bditel'nyy-klasse - 19 schepen
- Koni-klasse - 1 schip
- Mirka-klasse - 18 schepen
- Petya-klasse - 37 schepen
- Riga-klasse - 68 schepen
- Kola-klasse - 8 schepen
- Admiral Grigorovitsj-klasse - 6 schepen gepland, 3 schepen gebouwd
- Admiral Gorsjkov-klasse - 10 schepen besteld, 2 schepen gebouwd

## Saoedi-Arabië
- Arriyad-klasse - 3 schepen in aanbouw
- Al Madinah-klasse - 4 schepen

## Singapore
- Formidable-klasse - 6 schepen

## Spanje (Armada Española)
- Marte-klasse - 2 schepen
- Jupiter-klasse - 2 schepen
- Eolo-klasse - 2 schepen
- Pizarro-klasse - 8 schepen
- Atrevida-klasse - 6 schepen
- Baleares-klasse - 5 schepen (omgebouwde Knox-klasse)
- Descubierta-klasse - 6 schepen
- Santa Maria-klasse - 6 schepen (Oliver Hazard Perry-klasse)
- Álvaro de Bazán-klasse - 4 schepen

## Republiek China (Taiwan) (Zhōnghuá Mínguó Hǎijūn)
- Cheung Kung-klasse - 7 schepen
- Kang Ting-klasse - 6 schepen
- Chi Yang-klasse - 8 schepen (ex-VS Knox-klasse)
- Chien Yang-klasse - 12 schepen

## Thailand
- Phutthayotfa Chulalok-klasse - 2 schepen (ex-US Knox-klasse)
- Naresuan-klasse - 2 schepen
- Chao Phraya-klasse - 4 schepen (Chinese Type 053H2 Huangshi (Jianghu III)-klasse)

## Turkije (Türk Deniz Kuvvetleri)
- Gaziantep-klasse - 9 schepen (Oliver Hazard Perry-klasse)
- Muavenet-klasse - 8 schepen (Knox-klasse)
- Tepe-klasse - 4 schepen (Knox-klasse)
- Barbaros-klasse - 4 schepen
- Salihreis-klasse - 2 schepen
- Yavuz-klasse - 4 schepen
- Berk-klasse - 2 schepen

## Uruguay
- Uruguay-klasse - 3 schepen (ex-Frankrijk)

## Venezuela
- Mariscal Sucre-klasse - 6 schepen (ex-Italiaanse Lupo-klasse)

## Verenigd Koninkrijk (Royal Navy)
- River-klasse — 138 schepen
- Colony-klasse — 21 schepen
- Captain-klasse — 78 schepen
- Loch-klasse — 26 schepen
- Bay-klasse — 21 schepen
- Type 15-klasse— 23 schepen
- Type 16-klasse— 10 schepen
- Type 41 Leopard-klasse — 4 schepen
- Type 61 Salisbury-klasse — 4 schepen
- Type 12 Whitby-klasse — 6 schepen
- Type 12I Rothesay-klasse — 9 schepen
- Type 14 Blackwood-klasse — 12 schepen
- Type 81 Tribal-klasse — 7 schepen
- Type 12M Leander-klasse (Batch 1) - 8 schepen
- Type 12M Leander-klasse (Batch 2) - 8 schepen
- Type 12M broad-beamed Leander-klasse (Batch 3) - 10 schepen
- Type 21 Amazon-klasse — 8 schepen
- Type-22 Broadsword-klasse (Batch 1) - 4 schepen
- Type-22 Boxer-klasse (Batch 2) - 6 schepen
- Type-22 Cornwall-klasse (Batch 3) - 4 schepen
- Type 23 Duke-klasse - 16 schepen

## Verenigde Staten van Amerika (United States Navy)
- Bronstein-klasse - 2 FF schepen 1963
- Garcia-klasse - 10 FF schepen en 1 AGFF schip 1964 tot 1968
- Brooke-klasse - 6 FFG schepen 1966 tot 1968
- Knox-klasse - 46 FF schepen 1969 tot 1974
- Oliver Hazard Perry-klasse - 51 FFG schepen 1977 tot 1989

## Vietnam
- Pham Ngu Lao-klasse - 1 schip (ex-watervliegtuigtender)
- Petya-klasse - 5 schepen
- Gepard-klasse - 4 schepen (in bestelling)

## Voormalig Joegoslavië
- Zagreb-klasse - 2 schepen
- Beograd-klasse - 2 schepen

## Zuid-Afrika
- Valourklasse - 4 schepen

## Zuid-Korea
- Kwanggaeto-klasse - 3 schepen
- Ulsan-klasse - 9 schepen
- Pohang-klasse - 24 schepen
- Donghae-klasse - 3 schepen